# ラグバオメル

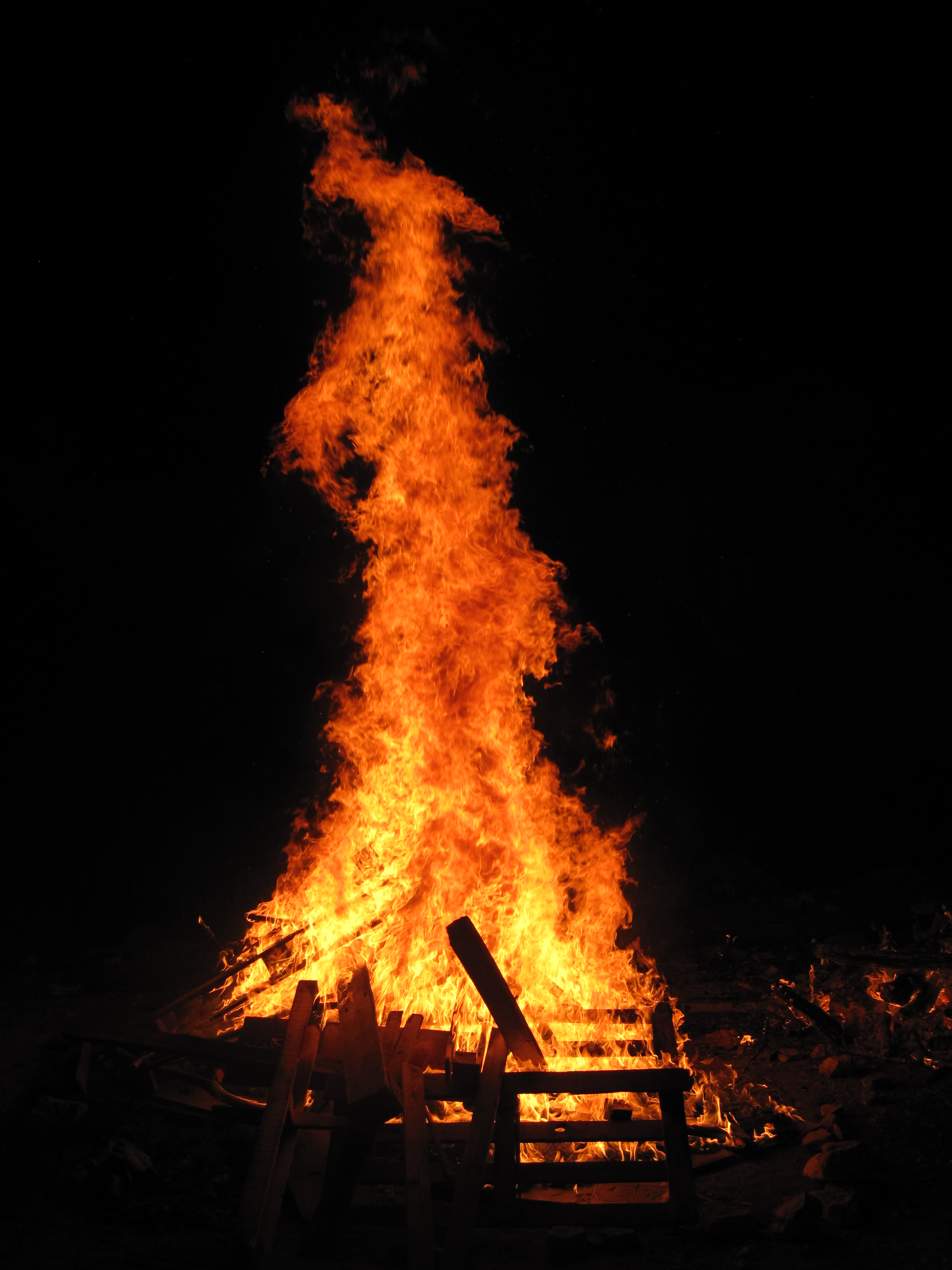
ラグバオメルの焚き火

ラグバオメル（ヘブライ語: ל"ג בעומר）は13世紀から始まったユダヤ教の祭りのひとつ。過越祭（ペサハ）から7週の祭までの7週間、オメル（麦の束）を1日ずつ数えていく(en)33日目にあたる。ラグとはヘブライ数字で33をあらわす。
この日には焚き火をたいて一日祝う風習がある。
この日には様々な歴史的出来事があった。
- ラビアキバの弟子たちの伝染病による死者がおさまった日。
- バルコフバの反乱でローマ軍に最初の勝利を得た日。（135年には制圧されてしまう。）
- ラビ シモンバルヨハイがなくなった日。